# Papa Agapet
Ukupno su bila dvojica papa imena  Agapet:
- Agapet I. (535. – 536.)
- Agapet II. (946. – 955.)